# Geschichte von Cassel (Frankreich)

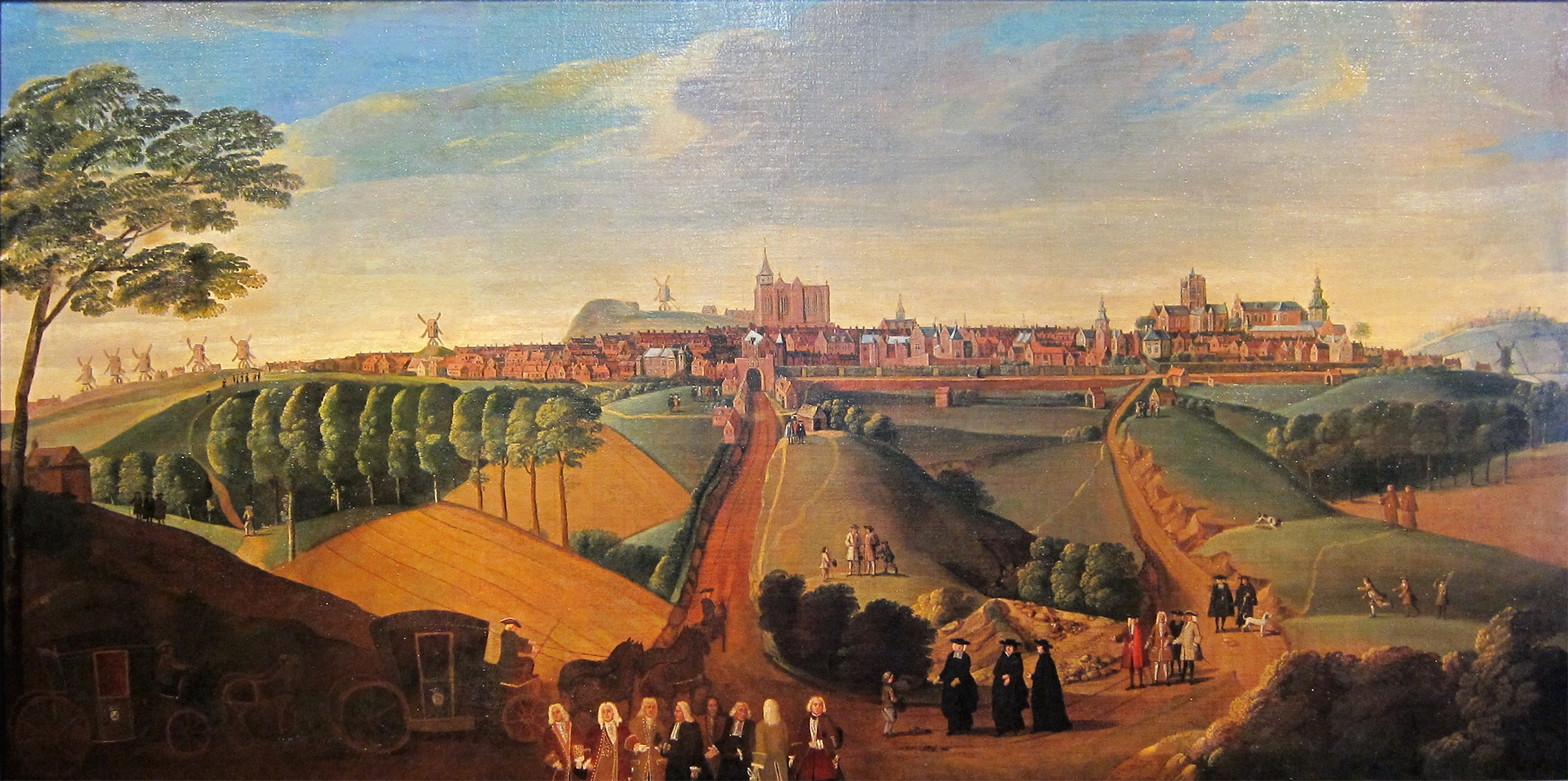
Blick auf Cassel am Ende des 17. Jahrhunderts auf einem Gemälde eines anonymen Künstlers

Cassel (niederländisch Kassel) ist heute eine französische Stadt mit 2212 Einwohnern (Stand: 1. Januar 2022) im Département Nord in der Region Hauts-de-France.

## Die Menapier
Seit den Ausgrabungen im Zuge der Arbeiten am TGV Nord wurde es gewiss, dass der Standort des Land um Cassel bereits in der Eisenzeit (ca. 700 v. Chr.) besiedelt war. Zwischen 500 und 200 v. Chr. ließen sich dort Stämme keltischer Krieger aus Mitteleuropa nieder: die Menapier. Sie gaben der Siedlung ihren ersten Namen, „Kasteel“, was „Festung“ in der Keltischen Sprache bedeutet.
In den ersten drei Jahrhunderten unserer Zeitrechnung, insbesondere vom Jahr 70 bis zum Ende des zweiten Jahrhunderts, wurde die Salzproduktion zu einer Tätigkeit, die die Menapier bis nach Rom berühmt machte. Die gepökelten Produkte waren von höchster Qualität, sagte der lateinische Dichter Martial, was beweist, dass sie nach Rom und Italien exportiert wurden.

## Die Gallorömische Zeit
Die Römer kamen im Jahr 56 v. Chr. an und brachten ihre Überzeugungen, ihre Bräuche und ihre Technologie mit, aber die Überzeugungen und Bräuche der Menapianer wurden von diesen nicht aufgegeben, sie wurden bei der Romanisierung einfach in ihre Lebensweise integriert. Im 4. Jahrhundert befestigten die Römer die meisten Städte, um den fränkischen Invasionen standzuhalten und verstärkten den Ort, den sie den Namen „Castellum Menapiorum“ gaben. „Castellum“ ist hierbei ein Diminutiv von „Castrum“, was bedeutet, dass es hier kein Kastell, sondern eine ummauerte Siedlung gab. Auch die sieben römischen Straßen, die sich hier kreuzten, zeugten von der Stellung des Hauptorts der Menapier.
Ab dem Jahr 250 begann die bedeutendste Dünkirchen-Transgression. Der Meeresspiegel stieg soweit an, dass die Salzpfannen überflutet und aufgegeben wurden. Im 3. Jahrhundert markierte der Beginn der Frankeneinfälle einen Wendepunkt im Schicksal der Region und nach und nach wurde das Weströmische Reich schwächer, bis es verschwand. Die Invasionen verursachen Angst bei Kleinbesitzern, die ihre Münzen in der Erde vergruben. Diese Schätze wurden im 19. und 20. Jahrhundert gefunden. Ebenfalls um 250 wurde Marcus Aurelius Carausius in Castellum Menapiorum geboren. Er wurde römischer Offizier, von Kaiser Maximian damit beauftragt, für Ordnung in Gallien zu sorgen, was er aber nicht tat. Er spaltete sich vom Römischen Reich ab, weil er mit den barbarischen Methoden nicht einverstanden war und verhandelte lieber mit den Rebellen, als sie zu massakrieren. So wurde er mit Unterstützung der Gallier und Britonen zum Kaiser von Gallien ernannt.

## Die große Rückkehr der Franken
Während des 4. Jahrhunderts war das nördlich der Leie gelegene Gebiet teilweise verlassen und die Natur erlangte ihre Rechte zurück. Die Franken gelangten in ein schwer zugängliches Gebiet mit Sumpfwäldern. Dennoch kamen sie trotzdem in Cassel an und errichteten dort Verteidigungsposten auf dem Berg und in der Umgebung. Um 481 vereinte Chlodwig I. das fränkische Königreich und griff das letzte Gebiet unter gallo-römischer Verwaltung an. Nach dem Tod von Chlodwig wurde das Königreich unter seinen vier Söhnen aufgeteilt, der nördliche Teil von Lys wurde an das Königreich Soissons angeschlossen, das Chlothar I. zugeteilt wurde. Die Könige ernannten Grafen, die sie vertraten.

## Die Grafen von Flandern
Die ersten Grafen von Flandern, Balduin I. und Balduin II., regierten ab dem 9. Jahrhundert und begründeten die flämische Macht. Zum Kampf gegen Invasionen aus der Nordsee wurden alle Städte und Dörfer an der Küste befestigt und in Cassel die Stadtmauern umgearbeitet. Die Bevölkerung wuchs, die Stadt expandierte. Zu dieser Zeit fiel auch der Bau der Burg von Cassel. Die Grafschaft Flandern war in vier Teile mit vier Hauptorten gegliedert. Eines war das West-Quartier mit Ypern als Hauptort, unterteilt in Kastellaneien.
Robert I. war der Sohn von Balduin V., aber sein älterer Bruder, Balduin VI., erbte die Grafschaft Flandern. Aber Baudouin VI. starb nach kurzer Herrschaft und sein kleiner Sohn Arnulf wurde Graf von Flandern. Robert war Arnulfs Vormund, aber Arnoulds Mutter Richilde wollte Flandern für ihren Sohn regieren. Aber Richilde ärgerte die Flamen ständig mit Zwangsmaßnahmen und exorbitante Steuern. Deshalb riefen diese Robert um Hilfe, den Sohn ihres ehemaligen, geliebten Grafen. Richilde zog den König von Frankreich, Philipp I., hinzu. Am 20. Februar 1071 trafen sich die Armeen am Fuß des Mont Cassel zur entscheidenden Schlacht von Cassel. Der siegreiche Robert wurde der zehnte Graf von Flandern, gründete dann die Stiftskirche Saint-Pierre.

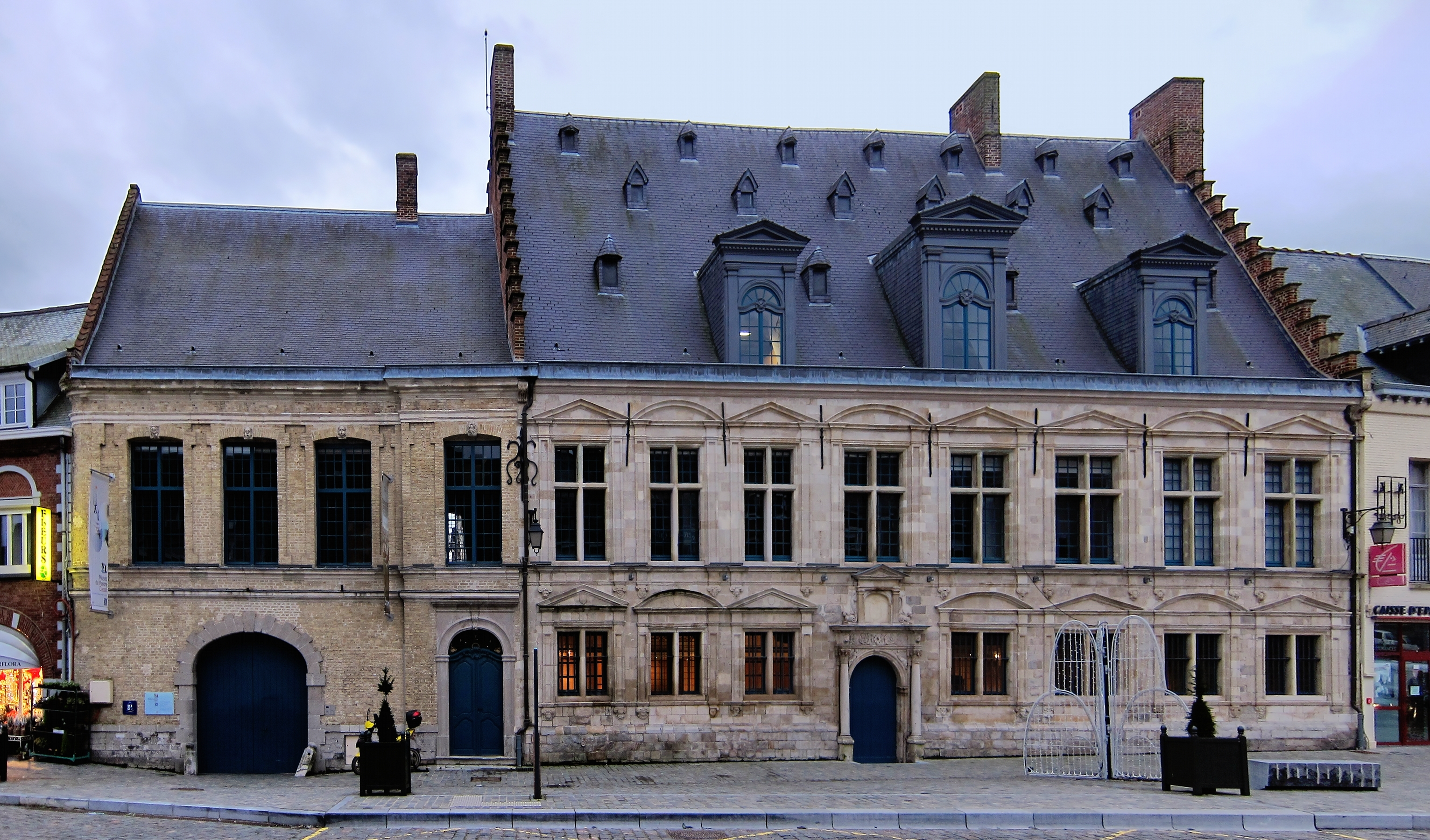
Ehemaliger Sitz der Kastellanei

Die Kastellanei von Cassel gehörte später, im Jahr 1218, Johanna, auch Johanna von Konstantinopel genannt. Sie arbeitete ihr ganzes Leben lang als Gräfin von Flandern für die Verbesserung der Lebensbedingungen der Menschen, Die Erinnerung an sie erreicht noch die heutige Zeit, denn viele Krankenhausgebäude in der Region tragen noch heute ihren Namen. Sie ist auch die Urheberin des Adelsgerichts von Cassel, einer Rechtsordnung, die bis 1610 befolgt wurde. Briefe der Gräfin Johanna aus Cassel, datiert aus dem Jahr 1232, beweisen, dass sie sich dort aufhielt.
Im Jahr 1328 fand eine zweite Schlacht am Fuße des Mont Cassel statt, 26 Jahre nach der Schlacht von Courtrai, bekannt als die Sporenschlacht. Die Flamen fühlten sich durch den Vertrag mit Frankreich betrogen, der ihnen die Städte Lille, Douai und Béthune weggenommen hatte. Sie beschlossen, sich mit Nicolaas Zannekin an ihrer Spitze zu erheben. Der verzweifelte Graf von Flandern, Ludwig I., bat den König von Frankreich, Philipp VI., um Hilfe. Dieser kam mit 50.000 Mann in der Nähe von Cassel an. Die 15.000 Flamen, wurden schwer geschlagen, dann wurde die Stadt Cassel angezündet, die Einwohner ermordet, die Überlebenden gehängt.
Während des gesamten Mittelalters profitierte Cassel stets von Schutz und Dotation der Grafen und Gräfinnen von Flandern sowie der Seigneurs von Cassel, zuständig für dessen Verteidigung und Verwaltung. Unter den Persönlichkeiten, die in Cassel ihre Spuren hinterlassen haben, ist Yolande von Flandern zu erwähnen. Sie war die einzige Tochter von Robert de Cassel, Seigneur von Cassel, 1326 geboren und 1395 gestorben. Sie hatte ein bewegtes Leben zwischen der Grafschaft Bar, deren Erbin sie über ihren Ehemann war und der Kastellanei von Cassel, aber ein Leben, das auch aus christlichen Taten bestand und Zuwendungen an Cassel und seine Institutionen und Stiftskirchen. Yolanda von Flandern besaß auch in Paris ein privates Herrenhaus namens Hôtel de Cassel, dessen Straße selbst den Namen „Rue de Cassel“ trug, die später in „Rue Cassette“ umgewandelt wurde.

## Die Ära Burgunds
Im Jahr 1384 starb der Graf von Flandern Ludwig II., der durch seine Mutter auch Freigraf von Burgund war. Er hatte eine einzige Tochter, Margarete III., die Gräfin von Flandern wurde. Durch ihre Heirat mit dem Herzog von Burgund, Philipp dem Kühnen, ging dann die Grafschaft Flandern an die burgundische Familie über. Ihr Enkel Philipp der Gute (1420–1467) hinterließ auch in der Stadt Cassel seine Spuren, als er 1420–1430 einen Aufstand der Casselois niederschlagen musste, denen er schließlich verzieh und sie heil davonkommen ließ. Sein Sohn, Karl der Kühne, verbrachtet seine Zeit damit, Krieg zu führen, und durch die Heirat seiner Tochter, Maria von Burgund, mit Maximilian von Österreich entglitt die Grafschaft Flandern unter spanischer Herrschaft. Ihr Enkel war kein Geringerer als Kaiser Karl V.

## Spanische Herrschaft
Karl V. wurde 1500 in Gent geboren. Im Alter von 15 Jahren wurde er Graf von Flandern und mit 16 König von Spanien, mit 19 wurde er zum Kaiser gewählt, um seinen Vorfahren, Maximilian von Österreich, nachzufolgen. Im Vertrag von Madrid im Jahr 1526 verzichtete der französische König Franz I. auf jegliche Oberhoheit über Artois und Flandern, die in die Provinzen eingegliedert wurden, die dann den Burgundischen Reichskreis bildeten. 1523 verhängte er wie in Spanien eine Verordnung, das den Besitz, die Verbreitung und das Lesen von verbotenen Büchern untersagte. Er dankte 1555 ab und sein Sohn Philipp II. wurde sein Nachfolger. Aber Philipp II. war anders als sein Vater in Spanien geboren und hegte keine Gefühle für die Niederlande. Er erhöhte den Druck auf die Bevölkerung. Es reichte aus, verdächtigt zu werden, kein praktizierender Katholik zu sein, um grausam hingerichtet zu werden. Aber je stärker die Unterdrückung wurde, desto mehr kam es zu zahlreichen Konversionen zur reformierten Religion und es kam zu einer Eskalation der Gewalt, die zu einem Klima des Terrors führte, in dem Plünderungen religiöser Gebäude eine Reaktion auf öffentliche Hinrichtungen waren. Im Juni 1583 wurde die Kirche von Cassel verwüstet. Tiefe Inschriften auf den Balken des Mittelchors während des Wiederaufbaus erinnern an diese Ereignisse.

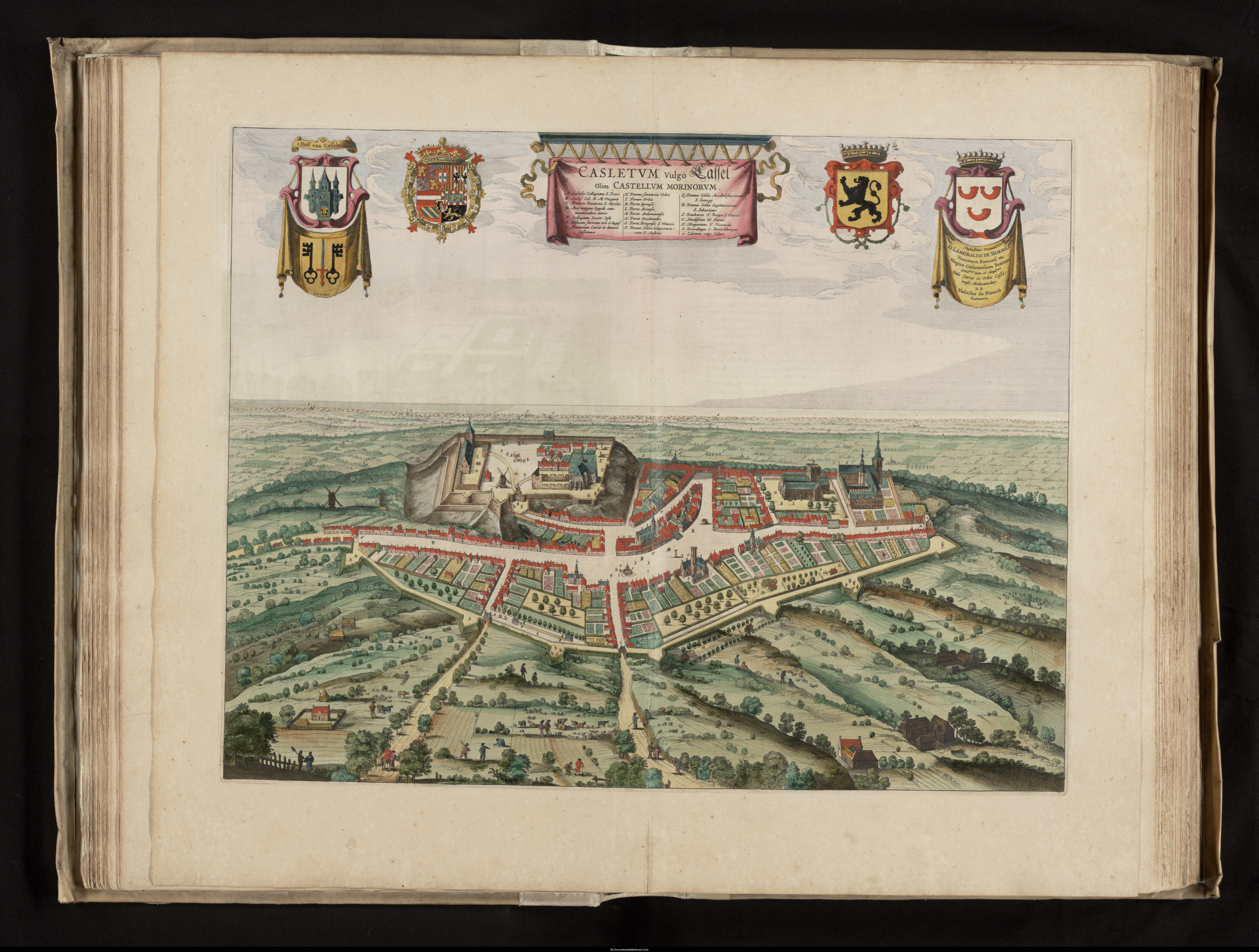
Cassel um 1600 nach einem Stich von Sanderus: Die Befestigungsanlagen, die die Terrasse der Burg umgeben, sind noch vorhanden, ebenso wie die Stiftskirche Saint-Pierre auf der rechten Seite und die Burg links, einschließlich des grauen Turms des Grafen (s’graeven tooren), der angeblich als Orientierungspunkt der Schiffe auf der Reede von Dünkirchen diente, denn er war nachts beleuchtet. Die Mühle ist ungefähr am gleichen Standort wir heute

## Anschluss an Frankreich
Im Jahr 1667 beanspruchte der französische König Ludwig XIV. aus mehreren Gründen die gesamten Spanischen Niederlande für sich. Die Grenze verlief gefährlich nahe an Paris vorbei und er wollte die Vormachtstellung des niederländischen Handels brechen. Er eroberte Douai im Juli, Lille im August und 1677 kam der Bruder von Ludwig XIV., Philippe von Frankreich, in Saint-Omer an. Wilhelm von Oranien, Gouverneur der Niederlande, eilte herbei und kampierte in Sainte-Marie-Cappel. Am 10. April stellten sich die beiden Armeen auf beiden Seiten der Peene Becque zwischen Noordpeene und Zuytpeene auf. Den Franzosen gelang es, die Niederländer zu umzingeln, und am 11. April war die Schlacht vorbei, die Kastellanei Cassel, Bailleul, Ypern und Saint-Omer werden zu französische Besitztümern. Dieser Sieg führte zum Frieden von Nimwegen 1678 und Cassel wurde damit endgültig französisch.

## Die Französische Revolution
Unter dieser schwierigen Zeit litten die religiösen Gebäude von Cassel. Die Stiftskirche Notre-Dame wurde erst in einen Stall, dann in ein Krankenhaus und schließlich in einen Tempel der Vernunft umgewandelt. Durch die Entweihungen entstanden erhebliche Schäden, die Anfang des neunzehnten Jahrhunderts behoben wurden.
Die Franziskaner-Rekollekten, die in der alten Jesuitenkapelle ansässig waren, verließen Cassel in einer Nacht im November 1792, nachdem sie alle heiligen und wertvolle Gegenstände aus der Kapelle und der Stiftskirche Notre-Dame entnommen hatten und sie dann bei einem Notar in Cassel sicher hinterlegten, der schließlich alles um 1810 zurückgab.

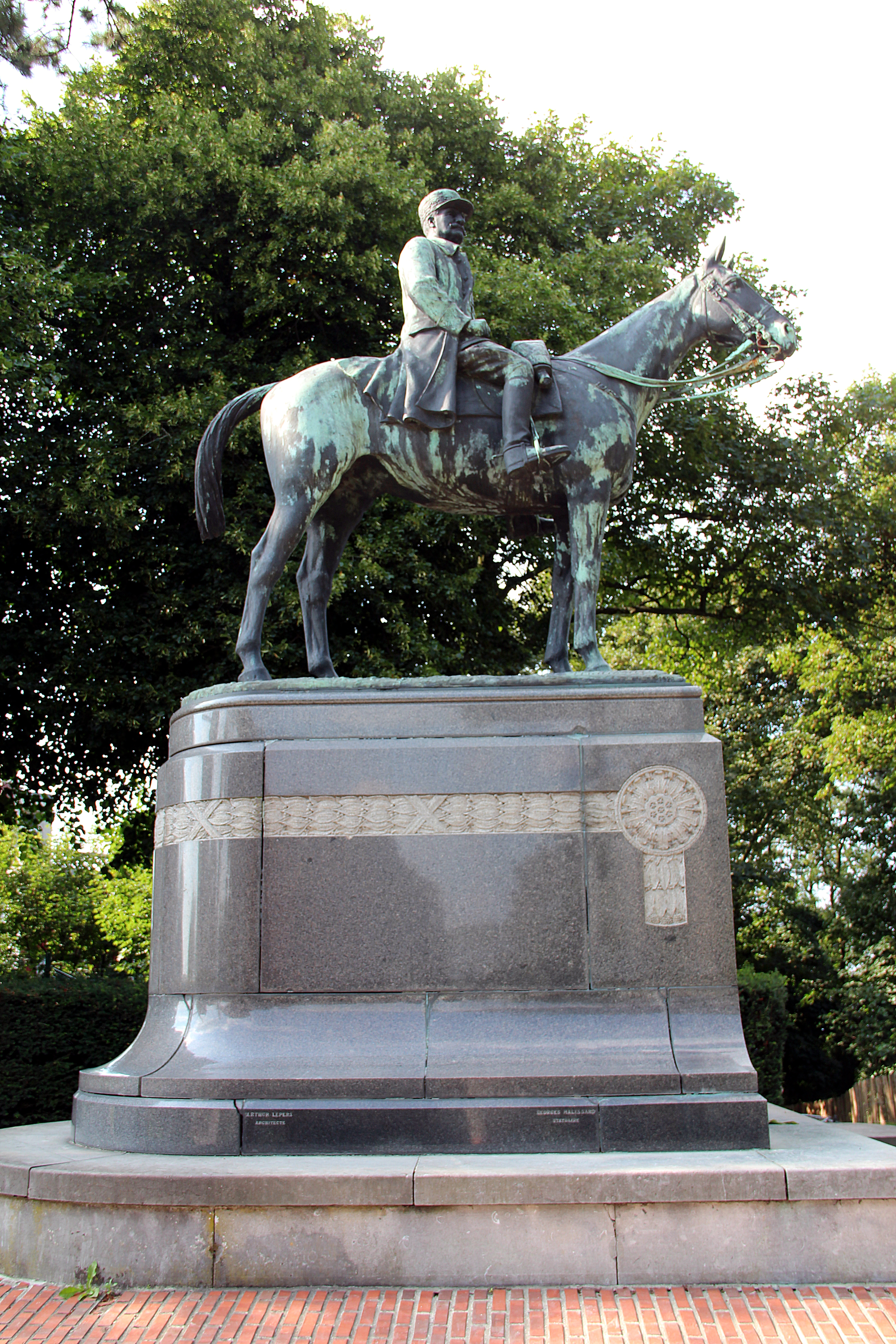
Reiterstatue des Marschalls Foch in Cassel

## 1914 und Foch
Am 24. Oktober 1914 wurde Cassel zur Kriegsstadt. Nicht durch feindliche Besetzung, sondern die kleine Stadt beherbergte das Hauptquartier des Generalstabs von General Foch und die ganze Stadt lebte im Rhythmus der Auftritte der berühmten Figur in der Stadt und den Verlauf der Kämpfe an der Yser-Front. Sein Büro befand sich im ersten Stock des derzeitigen Museums, das bei seiner Wiedereröffnung im Oktober 2010 komplett saniert wurde. Die Erinnerungen an seinen Aufenthalt bis zum April 1915 in Cassel bleiben dank eines Reiterdenkmals am höchsten Punkt der Stadt lebendig, eines bronzenen Wappens und einer Gedenktafel an der Stiftskirche Notre-Dame.
Im Juli 1928 wurde ihm zu Ehren anlässlich der Einweihung des Reiterdenkmals ein großes Fest veranstaltet. Die Riesen mehrerer nördlicher Städte und aus Belgien wurden eingeladen, die Feierlichkeiten abzurunden.

## Der Zweite Weltkrieg
Im Jahr 1940 kehrte Cassel in den Krieg zurück und dieses Mal auf viel blutigere Weise, weil die Stadt während der Operation Dynamo im Mittelpunkt eines militärischen Wettlaufs stand. Es fand ein Treffen im „Casino“ auf der Terrasse des Schlosses statt, wo sich die Generäle Fagalde, Blanchard und Koeltz, der General Weygand vertrat, versammelten. In dieser Debatte wurde entschieden, wie der Abzug der britischen Truppen nach Dünkirchen organisiert werden sollte. Die englischen Legionäre mit Sitz in Cassel wurden angewiesen, die Stellung drei Tage lang zu halten, damit ihre Landsleute nach Dünkirchen gelangen und sich einschiffen konnten. Sie hielten acht Tage durch, in denen Cassel Tag und Nacht bombardiert wurde. 245 Häuser wurden vollständig zerstört, darunter das Rathaus, 455 wurden teilweise beschädigt, sogar der Friedhof wurde bombardiert. Nach dem Krieg erhielt die Casseler Feuerwehr eine Fourragère für ihren Einsatz.